# Garry Pagel
Garry Louis Pagel (King William's Town, 17 settembre 1966) è un ex rugbista a 15 sudafricano, campione del mondo nel 1995 con gli Springbok.

## Biografia
Proveniente dall'Eastern Province, squadra con cui debuttò in Currie Cup, passò nel 1993 al Western Province.
La sua carriera negli Springbok è limitata a 5 incontri, 4 dei quali nella Coppa del Mondo di rugby 1995 che lo vide laurearsi campione del mondo insieme alla squadra, e un incontro del Tri Nations 1996 vinto contro la Nuova Zelanda.
Nel 1997, a 31 anni, decise il trasferimento in Inghilterra al Northampton Saints, poco prima della finale di Currie Cup; dopo l'annuncio del trasferimento il Western Province lasciò Pagel fuori dai convocati alla finale.
A Northampton Pagel rimase 4 stagioni prima di ritirarsi per intraprendere a tempo pieno l'attività di agricoltore nel distretto di Adelaide; in parallelo svolge mansioni di consulente tecnico per l'Eastern Province.
Vanta due inviti nei Barbarians nel maggio 2001, che coincisero con i suoi due ultimi match in assoluto.

## Palmarès
- Coppe del mondo: 1
Sudafrica: 1995
- Currie Cup: 1
Western Province: 1997